# بارنی و دوستان
بارنی و دوستان (انگلیسی: Barney & Friends) یک مجموعه تلویزیونی آمریکایی ویژهٔ کودکان است که برای مخاطبین ۲ تا ۷ سال تولید شده‌است. این مجموعه نخستین بار در سال ۱۹۹۲ از طریق پی‌بی‌اس کیدز به نمایش درآمد. مجموعه بارنی و دوستان حول شخصیت «بارنی» شکل می‌گیرد. بارنی یک دایناسور تیرانوسور انسان‌نما است که با رویکردی مثبت، پیام‌های آموزشی را از طریق ترانه‌ها و رقص‌های کوتاه به مخاطبین منتقل می‌نماید. این سریال در ۲ نوامبر ۲۰۱۰ به پایان رسید اما ویدیوهای جدیدی پس از پخش آخرین قسمت همچنان در تاریخ‌های مختلف منتشر شد. تکرارها از سال ۲۰۰۵ تا ۲۰۱۵ پخش شد و از ۱۷ دسامبر ۲۰۱۸ به بعد در شبکه جانشین یونیور سال کیدز پخش شد.